# Iakovos Tombazis
Iakovos Tombazis (in greco Ιάκωβος Τομπάζης?; Hydra, 1782 – Hydra, 12 settembre 1829) è stato un ammiraglio greco.
Commerciante e armatore dell'isola greca di Hydra divenne il primo ammiraglio della marina militare greca durante la Guerra d’indipendenza contro l'Impero ottomano (1821-1829).

## Biografia
La data di nascita non è ben nota, ma la maggior parte degli storici propende per il 1782. Era figlio di Nikolaos Tombazis e fratello di Emmanouil Tombazis. Distintosi come uomo d'affari, fu il primo a costruire serre in Grecia. Nel 1818 aderì alla Filikí Etería, una società segreta fondata a Odessa il 14 settembre 1814, da Nikolaos Skoufas, Athanásios Tsákalov e Emmanuel Xánthos, che stava preparando il terreno per la rivolta contro l’Impero ottomano.
Quando scoppiò la guerra di liberazione, il 16 aprile 1821, i suoi compagni dell’isola di Hydra lo nominarono ammiraglio della flotta di Hydra. Partecipò a bordo della fregata Hellas a numerosi scontri contro le navi della flotta del Sultano nella parte orientale del mar Egeo. Incrociò con le sue navi all’uscita dello stretto dei Dardanelli per prevenire una possibile sortita della squadra ottomana, ma ben presto si rese conto che le navi della marina da guerra greca, essendo per lo più mercantili convertiti ed armati, non potevano affrontare le navi ottomane nella linea di fila che costituiva allora il tradizionale sistema di combattimento.
Propose pertanto l'uso intensivo di brulotti, e il 27 maggio 1821 inviò Dimitrios Papanikolis a incendiare una fregata turca ancorata a Eresos, nell’isola di Lesbo. La reazione turca portò all’attacco contro la città di Kydonies, avvenuto nel mese di giugno, ed egli prese parte alle operazioni di salvataggio della popolazione civile. Nel mese di luglio partecipò alle operazioni di soccorso dell’isola di Samo, posta sotto assedio dalle navi ottomane.
Dopo aver incontrato il suo compaesano Andreas Miaoulis nel 1822 ne riconobbe subito il genio militare, tanto da proporlo egli stesso come suo sostituto nel rango di navarco (in greco Ναύαρχος, o ammiraglio), e comandante della flotta. Dopo che Miaoulis ebbe assunto l’incarico si ritirò dalla marina militare, ma continuò a la rivoluzione con le sue navi e il denaro fino a quando non morì nel 1829. La marina militare greca ne ha onorato la memoria intitolandogli il cacciatorpediniere lanciamissili D-215 Tombazis, una ex unità americana Classe Gearing ceduta nel 1977.

### Annotazioni
1. ↑  La famiglia Tombazis era una delle più antiche dell’isola, e si era lì stabilita nel 1668, proveniente dalla provincia di Smirne.
2. ↑  Sull’isola di Hydra la rivolta fu proclamata ufficialmente il 27 marzo 1821 dal capitano Antonis Oikonomou, membro della Filikí Etería, che con l’aiuto di Lazaros Kountouriotis si mise subito a raccogliere fondi e a radunare navi.
3. ↑  Il figlio di Miaoulis, Dimitri, aveva sposato una delle figlie di Tombazis. Sposato con Anna Chamou la coppia ebbe sei figli, Nikolao, Georgio, Ioanni, Maria, Emmanuel e Elena.

### Fonti
1. ↑  An Index of events in the military history of the Greek nation 1998, p. 22.
2. ↑  Brewer 2001, p. 26.
3. ↑  Dakin 1973, p. 74.
4. 1 2  Dakin 1973, p. 75.
5. 1 2 3  Dakin 1973, p. 76.
6. ↑  Brewer 2001, p. 93.
7. ↑  Dakin 1973, p. 77.